# 欢喜县令
《皇子归来之欢喜县令》，慈文影视下属子公司东阳紫风影视制作的一部古装喜剧，共分成第2季。第一季于2014年1月15日开机拍摄，同年3月殺青，2014年12月11日宁波都市文体频道和13日嘉兴公共频道首播。2017年1月7日四川衛視上星。
第二部《皇子归来之欢喜知府》于2014年7月开机，同年8月殺青。2016年12月27日宁波都市文体频道首播。2017年1月23日四川衛視上星。

## 播出時間及平台

### 首播
| 頻道                            | 所在地   | 播出日期                              | 播出时间                   | 備註           |
| ------------------------------- | -------- | ------------------------------------- | -------------------------- | -------------- |
| 宁波都市文体频道 / 嘉兴公共频道 | 中国大陆 | 2014年12月(第1季) / 2016年12月(第2季) |                            |                |
| Amarin TV (Number 34)           | 泰國     | 2018年3月5日                          | 每周一至周五的13:30至14:30 | นายอำเภอกำมะลอ |

## 剧情
该剧讲述明代两位平民青年杜云腾和麦亚堂，误打误撞当上了轮值县令的故事。

## 主要演员
| 演员   | 角色          | 介紹 |
| 陈浩民 | 杜云腾        | 一介書生，喜歡像唐僧一樣的嘮叨，與麥亞堂互為輪值縣令，與艾一雅、恬覓覓搭檔，被曹天嬌及艾一雅所鍾情，喜歡曹天嬌。 |
| 林源   | 曹天娇        | 姓名諧音朝天椒，身上有狼毒，艾一雅的情敵，喜歡杜雲騰，與艾一雅互為輪值捕頭，與麥亞堂、項明月搭檔。               |
| 林子聪 | 麦亚堂        | 姓名諧音麥芽糖，本為捕頭，會武功，總是喜歡與杜雲騰比較，與杜雲騰互為輪值縣令，與曹天嬌、項明月搭檔，喜歡項明月。 |
| 邬靖靖 | 华盈盈/恬覓覓 | 姓名諧音甜蜜蜜，立志當一位女大夫，恬太師的孫女，喜歡麥亞堂，與項明月互為輪值師爺，與杜雲騰、艾一雅搭檔。         |
| 谢祖武 | 曹西北        | 曹天娇父亲，艾一優的師兄，在縣衙擔任牢頭，對杜雲騰很有意見，經常有傷風，不輸艾一優的吃貨。                       |
| 李欣聪 | 艾一雅        | 艾一優的妹妹，山寨二當家，曹天嬌的情敵，喜歡杜雲騰，與曹天嬌互為輪值捕頭，與杜雲騰、恬覓覓搭檔。                 |
| 娄淇   | 艾一优/九本   | 山贼，艾一雅的哥哥，山寨大當家，縣衙的頭痛對象，曹西北的師弟，十足的吃貨。                                       |
| 周奇奇 | 项明月        | 群芳漂漂樓的梳化師，在裡面開設化妝課程教授妝容技巧，恬覓覓的情敵。與恬覓覓互為輪值師爺，與麥亞堂、曹天嬌搭檔。   |
| 刘圆媛 | 李婉儿        | |
| 王文杰 | 太子          | |
| 尹泽强 | 雷神          | |
| 龍隆   | 恬太師        | 恬覓覓的爺爺，患有重聽和老人癡呆症，最喜歡打瞌睡。                                                               |
| 呂洋   | 倪坤          | 苦瓜鎮鎮長。 |
| 王正權 | 郭百變        | 盜匪。 |
| 唐婷婷 | 當歸          | 恬覓覓的ㄚ環。                                                                                                   |